# Universität Saragossa
Die Universität Saragossa (spanisch Universidad de Zaragoza; aragonesisch Universidat de Zaragoza) ist eine große staatliche Universität mit rund 38.000 Studenten, 3.000 wissenschaftlichen Angestellten (2004) und Sitz in der Stadt Saragossa sowie weiteren Standorten in ganz Aragonien. Sie ist eine der ältesten Universitäten in Spanien und intensiviert heute internationale Hochschulpartnerschaften mit Universitäten in Europa, Lateinamerika und den Vereinigten Staaten. 

## Geschichte

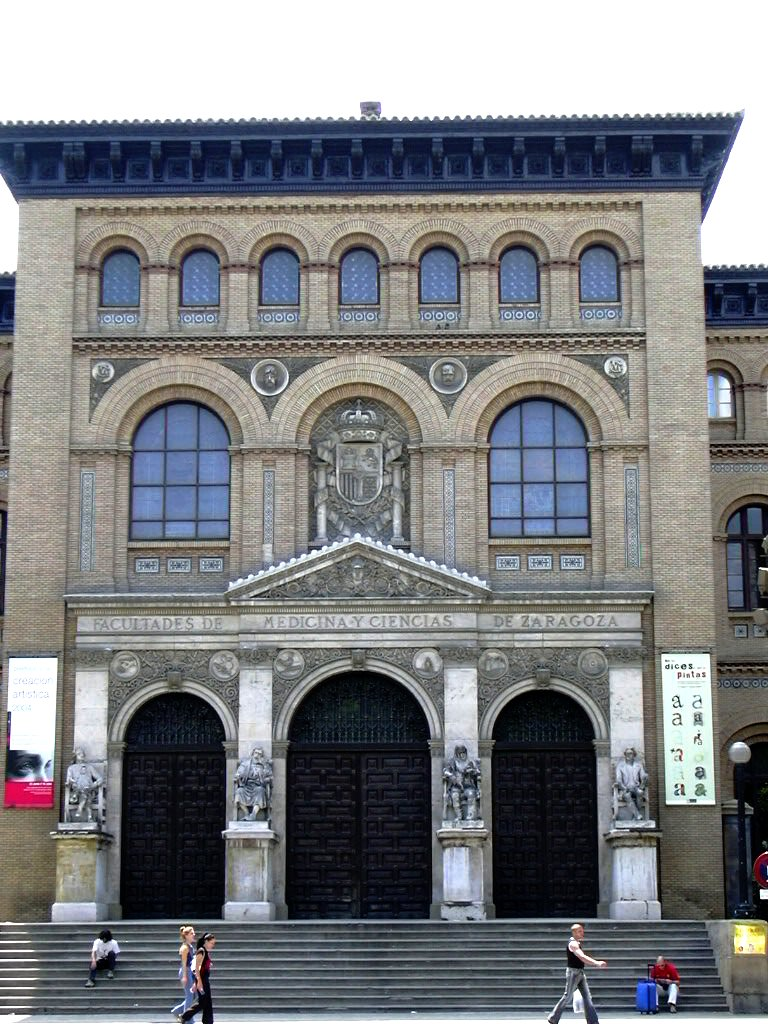
Das Paraninfo: Eingang zur Medizinischen Fakultät der Universität Saragossa

Die Geschichte höherer Bildungseinrichtungen in Saragossa reicht bis ins 12. Jahrhundert zurück. Kirchliche und klösterliche Schulen unterrichteten die Fächer wie Literatur, Philosophie und Theologie mit Abschlusszeugnissen eines bachiller oder universitas magistrorum. König Ferdinand I. von Sizilien, ein unehelicher Sohn von König Alfons V. von Aragonien, ersuchte am 13. Dezember 1474 Papst Sixtus IV., diese Klosterhochschule per päpstlicher Bulle als Universität – ähnlich der damals bereits bestehenden Universität Paris – anzuerkennen. Obwohl dies am 1. Dezember 1476 durch den Papst und am 25. Januar 1477 durch König Johann II. von Aragonien ratifiziert wurde, kam es durch Personalstreitigkeiten unter anderem mit dem Erzbischof von Saragossa erst am 10. September 1542 durch erneute Ratifizierung durch Kaiser Karl V. (im Amt als König Karl I. von Spanien) zur eigentlichen Gründung der Universität von Saragossa.
Die Universität Saragossa lehnte sich im Aufbau an das Modell der Pariser Universität. Diese anfänglich schwierige Gründung war jedoch im Laufe der Geschichte der Universität Ursache für personalpolitische Verflechtungen mit der spanischen Monarchie, der Stadt und dem Erzbischof.
Seit 2023 ist die Universität Mitglied der Spanish Open Hardware Alliance (SOHA) und beteiligt sich als solche unter anderem am RISC-V-Projekt.

## Fakultäten

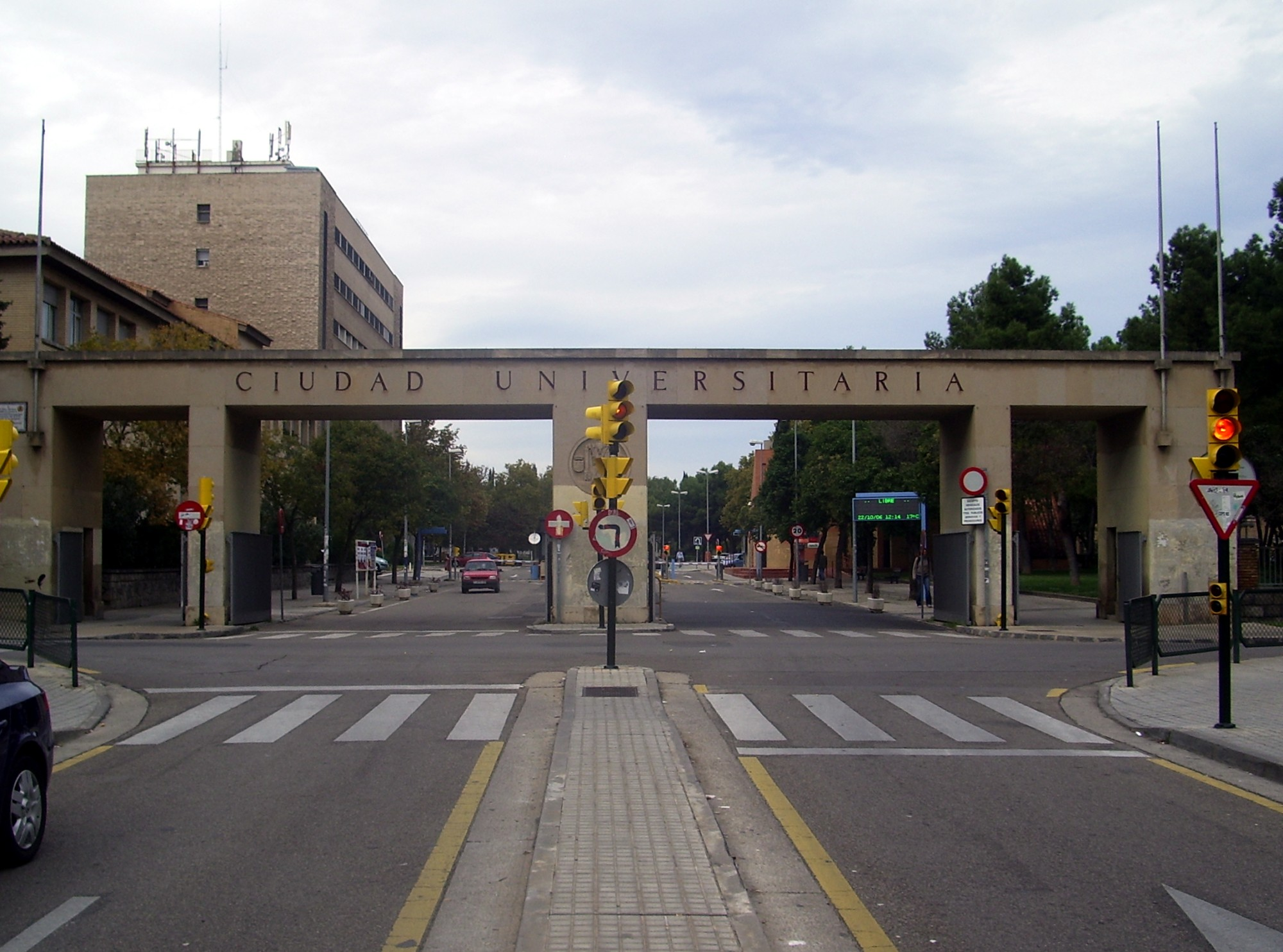
Zufahrt und Eingang der Ciudad Universitaria, des neuzeitlichen Hauptcampus (Natur-, Geistes- und Rechtswissenschaften)

Die Universität gliedert sich in 22 Fakultäten mit über 60 Fachabteilungen in den verschiedenen Standorten in Saragossa, Huesca, Teruel und La Almunia de Doña Godina. 
- in Saragossa:
  - Fakultät für Naturwissenschaften Saragossa
  - Fakultät für Volkswirtschaft und Betriebswirtschaft Saragossa
  - Fakultät für Rechtswissenschaften Saragossa
  - Fakultät für Kunst Saragossa
  - Fakultät für Medizin Saragossa
  - Fakultät für Veterinärmedizin Saragossa
  - Ingenieurtechnische Schule Saragossa
  - Fakultät für Erziehungswissenschaften Saragossa
  - Industrietechnische Schule Saragossa
  - Schule für Gesundheitswissenschaften Saragossa
  - Schule für Wirtschaftswissenschaften Saragossa
  - Schule für Sozialwissenschaften Saragossa
  - Tourismusschule Saragossa
- in La Almunia:
  - Ingenieurtechnische Schule La Almunia
- in Huesca:
  - Fakultät für Landwirtschaft und Chemietechnik Huesca
  - Fakultät für Human- und Erziehungswissenschaften Huesca
  - Schule für Wirtschaftswissenschaften Huesca
  - Fakultät für Gesundheits- und Sportwissenschaften Huesca
  - Schule für Krankenpflege Huesca
- in Teruel:
  - Fakultät für Sozial- und Humanwissenschaften Teruel
  - Ingenieurtechnische Schule Teruel
  - Schule für Krankenpflege Teruel

## Persönlichkeiten
- María Moliner (1900–1981), Lexikografin, studierte an der Universität
- Andreas Schott (1552–1629), Linguist, war Professor an der Universität
- Pedro Arrojo-Agudo (* 1951), Physiker, Umweltaktivist und Politiker, war Student und Professor an der Universität